# Zaglyptomorpha decolorata
Zaglyptomorpha decolorata är en stekelart som först beskrevs av Cresson 1874.  Zaglyptomorpha decolorata ingår i släktet Zaglyptomorpha och familjen brokparasitsteklar. Inga underarter finns listade i Catalogue of Life.